# Belisana ratnapura
Belisana ratnapura är en spindelart som beskrevs av Huber 2005. Belisana ratnapura ingår i släktet Belisana och familjen dallerspindlar.
Artens utbredningsområde är Sri Lanka. Inga underarter finns listade.